# Élisabeth Guigou
Élisabeth Guigou z domu Vallier (ur. 6 sierpnia 1946 w Marrakeszu) – francuska polityk, parlamentarzystka, była eurodeputowana, była minister w rządzie Lionela Jospina.

## Życiorys
Studiowała literaturoznawstwo (ze specjalnością w zakresie literatury amerykańskiej). Ukończyła studia w Instytucie Nauk Politycznych w Aix-en-Provence, uzyskała też promocję w École nationale d’administration. Pracowała na różnych stanowiskach w administracji rządowej, m.in. w gabinecie politycznych Jacques'a Delorsa, gdy ten był ministrem finansów i gospodarki. Przystąpiła do Partii Socjalistycznej.
W latach 1990–1993 zajmowała stanowisko ministra delegowanego ds. stosunków europejskich w kolejnych rządach kierowanych przez Michela Rocarda, Édith Cresson i Pierre'a Bérégovoy.
W okresie 1992–2001 wchodziła w skład rady regionu Prowansja-Alpy-Lazurowe Wybrzeże. W latach 1994–1997 była posłem do Parlamentu Europejskiego. Pełniła funkcję wiceprzewodniczącej Grupy Socjalistycznej oraz Komisji ds. Instytucjinalnych.
W 1997 uzyskała mandat posłanki do Zgromadzenia Narodowego w departamencie Sekwana-Saint-Denis. Wkrótce powołano ją w skład rządu Lionela Jospina na urząd strażnika pieczęci i ministra sprawiedliwości, który zajmowała od 4 czerwca 1997 do 18 października 2000. Następnie w tym samym gabinecie do 5 maja 2002 była ministrem zatrudnienia i solidarności społecznej. W wyborach parlamentarnych w 2002, 2007 i 2012 ponownie była wybierana do izby niższej francuskiego parlamentu. W 2008 została także zastępcą mera miejscowości Noisy-le-Sec.